# Saint-Christ-Briost
Saint-Christ-Briost is een gemeente in het Franse departement Somme (regio Hauts-de-France) en telt 433 inwoners (2004). De plaats maakt deel uit van het arrondissement Péronne.

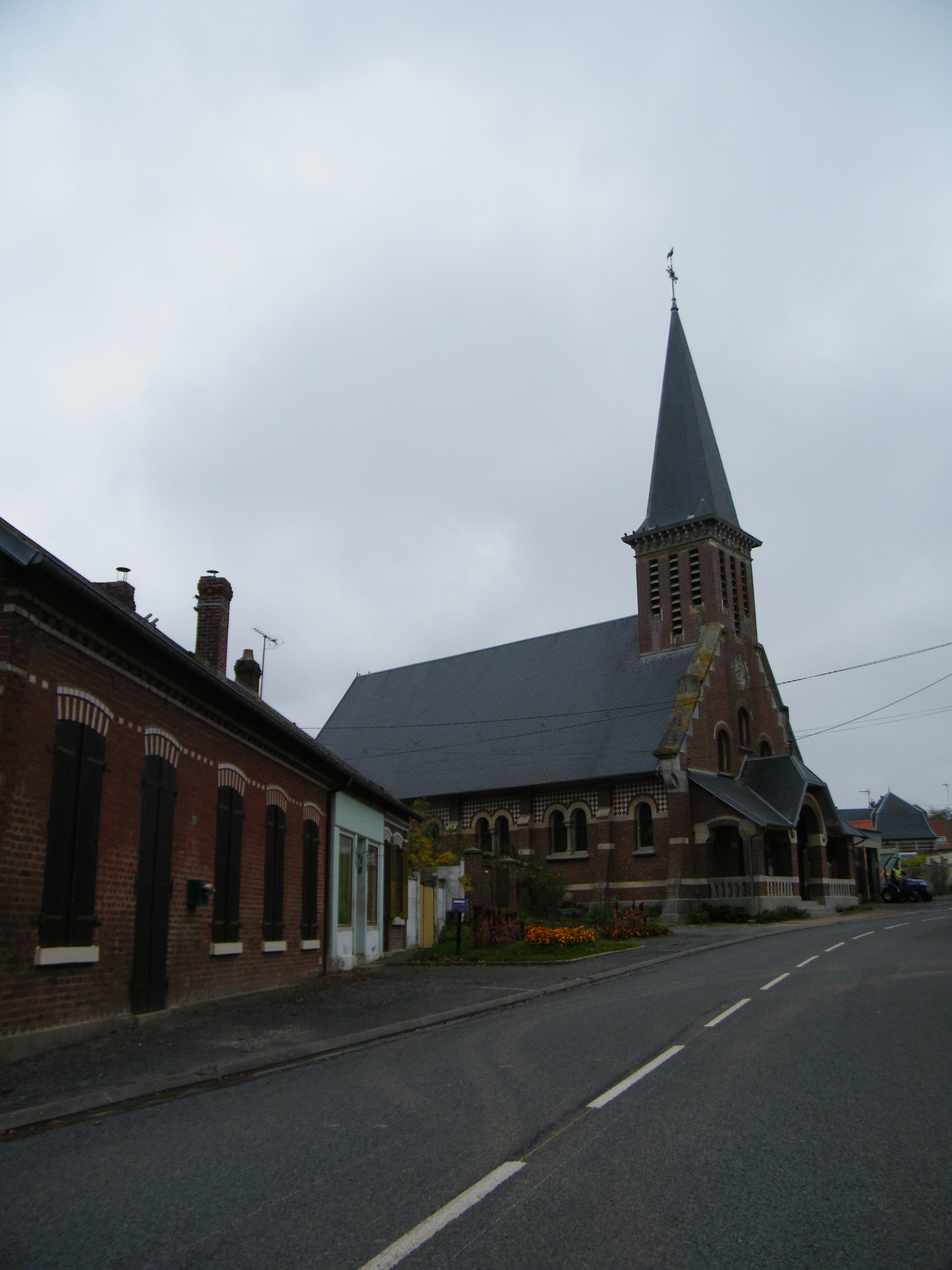
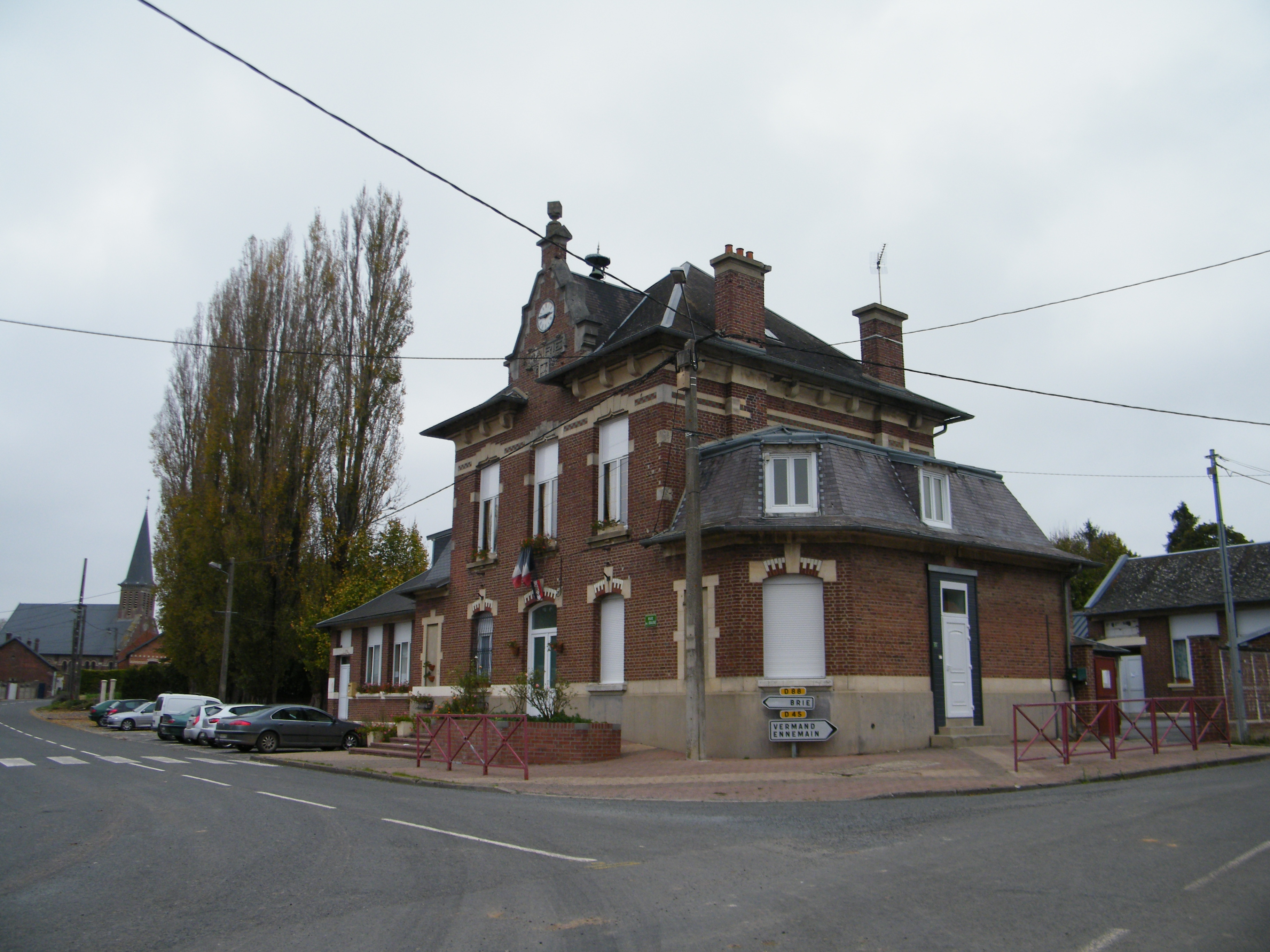
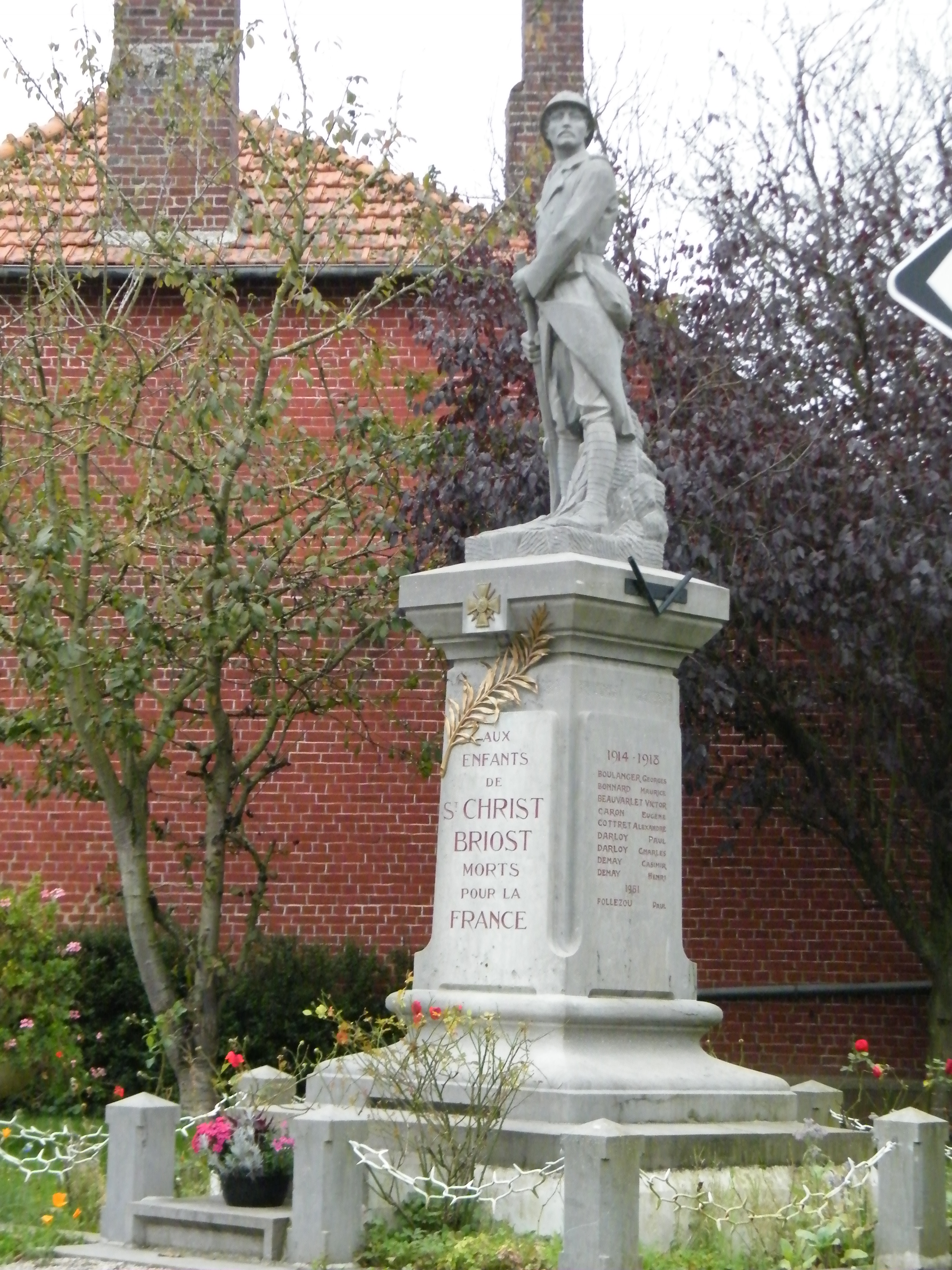

## Geografie
De oppervlakte van Saint-Christ-Briost bedraagt 7,8 km², de bevolkingsdichtheid is 55,5 inwoners per km².
De onderstaande kaart toont de ligging van Saint-Christ-Briost met de belangrijkste infrastructuur en aangrenzende gemeenten.

## Demografie
Onderstaande figuur toont het verloop van het inwonertal (bron: INSEE-tellingen).